# Laurent Pokou
Laurent Pokou (Abidjan, 1947. augusztus 10. – Abdijan, 2016. november 13.) válogatott elefántcsontpari labdarúgó, csatár.

## Pályafutása

### Klubcsapatban
1966 és 1973 között az ASEC Mimosas labdarúgója volt. 1974 és 1979 között Franciaországban játszott. Három idényen át a Stade Rennais, majd egy-egy idényre az AS Nancy és ismét a Stade Rennais játékosa volt. Az AS Nancy-val 1978-ban francia kupát nyert. 1979-ben hazatért és újra az ASEC Mimosas csapatában szerepelt. 1982-83-ban az RS Anyama együttesében fejezte be az aktív labdarúgást.

### A válogatottban
1967 és 1980 között 70 alkalommal szerepelt az elefántcsontparti válogatottban. Négy alkalommal vett részt az afrikai nemzetek kupáján a válogatottal (1968, 1970, 1974, 1980). 1968-ban tagja volt a bronzérmes csapatnak. 1968-ban és 1970-ben a torna gólkirálya lett.

## Sikerei, díjai
Elefántcsontpart
- Afrikai nemzetek kupája
  - bronzérmes: 1968, Etiópia
  - gólkirály: 1968, Etiópia (6 gól), 1970, Szudán (8 gól)

 ASEC Mimosas
- Elefántcsontparti bajnokság
  - bajnok: 1970, 1972, 1980
- Elefántcsontparti kupa
  - győztes: 1970, 1972

 AS Nancy
- Francia kupa
  - győztes: 1978